# Epidromia pannosa
Epidromia pannosa är en fjärilsart som beskrevs av Achille Guenée 1852. Epidromia pannosa ingår i släktet Epidromia och familjen nattflyn. Inga underarter finns listade i Catalogue of Life.